# روبرت طومسون ليبر
روبرت طومسون ليبر (بالإنجليزية: Robert Thomson Leiper)‏‏ (17 أبريل 1881 - 21 مايو 1969 ) طبيب من المملكة المتحدة.

## الجوائز
- زميل في الجمعية الملكية
- شريك وسام القديس ميخائيل والقديس جورج